# Biosphärenreservat Redberry Lake
Das Biosphärenreservat Redberry Lake (gelegentlich auch Biosphärenregion Redberry Lake; englisch Redberry Lake Biosphere Reserve, französisch Réserve de la biosphère de Redberry Lake) ist ein im Jahr 2000 von der UNESCO, im Rahmen des Programms Der Mensch und die Biosphäre (englisch Man and the Biosphere Programme (MAB)), anerkanntes Biosphärenreservat. Es liegt im südwestlichen Zentrum der kanadischen Provinz Saskatchewan. Die verschiedenen Schutzzonen des Biosphärenreservates gruppieren sich um den Redberry Lake, einen Endsee am Rand des Aspen Parklands.
Das Biosphärenreservat Redberry Lake ist eines von derzeit 19 Biosphärenreservaten in Kanada und das einzige dieser Schutzgebiete in der Provinz Saskatchewan. Außerdem liegt das Biosphärenreservat im traditionellen Siedlungsgebiet verschiedener Gruppen der Cree.
Kernzone des Biosphärenreservates ist der Redberry Lake und Pufferzone des Biosphärenreservates ist das unmittelbar umgebende Gebiet, während sich die Übergangszone (Transition Zone) hauptsächlich nordwärts in Richtung Gordon Lake erstreckt. Außerdem ist der See ein wichtiges Vogelschutzgebiet, ein kanadisches Important Bird Area. Wird von der Biosphärenregion Redberry Lake gesprochen ist in der Regel ein größeres Gebiet gemeint, welches sich im Südwesten, Süden und Südosten bis an die Schleife des North Saskatchewan River erstreckt. Die nächstgelegene Gemeinde zum Biosphärenreservat ist die Kleinstadt Hafford, etwa 80 Kilometer Luftlinie nordnordwestlich von Saskatoon.